# گیاهان کم

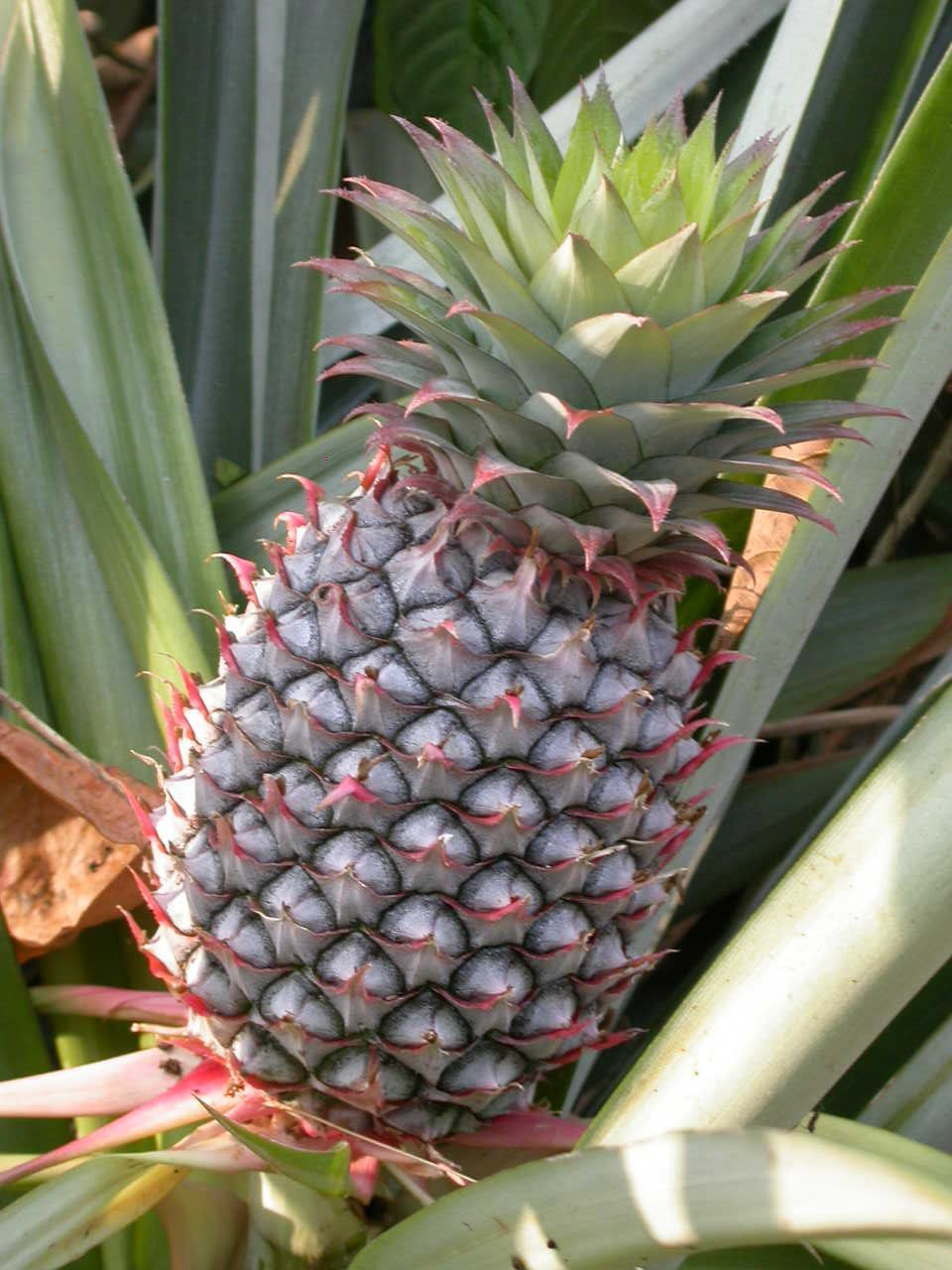
آناناس یک گیاه (CAM) است

گیاهان CAM یا (به انگلیسی: Crassulacean acid metabolism) گیاهانی هستند که در اثر شرایط سخت و خشک آب و هوایی به نوعی فرایند سوخت و ساز مجهز شده‌اند که طی آن CO2 تنها در طول شب جذب گیاه می‌شود و در طول روز روزنه‌های هوایی گیاه (به انگلیسی: Stoma) برای جلوگیری از تبخیر اضافی آب بسته می‌شوند. CO2 جذب شده در طول شب به جوهر سیب (به انگلیسی: Malic acid) که یک ترکیب شیمیایی با شناسه پاب‌کم ۵۲۵ است تبدیل می‌شود، همچنین آنزیمی به نام روبیسکو (Ribulose-1,5-bisphosphate carboxylase oxygenase) سبب افزایش بازدهی در تولید می‌شود.
تا اواسط دههٔ ۱۹۶۰ چنین تصور می‌شد که تمام گیاهان مسیر فتوسنتز ۳ کربنه (C3) دارند؛ ولی هاچ واسلک در سال ۱۹۶۶ ضمن مطالعه روی نیشکر متوجه شدند که اولین ماده‌ای که پس از تثبیت Co2 در این گیاه ساخته می‌شود یک اسید ۴ کربنه به نام اسید اگزالواستیک است. در گیاهان C4 هر دسته آوندی توسط یک لایه از سلول‌های بزرگ پارانشیمی به نام غلاف آوندی احاطه شده است و این غلاف آوندی هم توسط سلول‌های کوچک‌تر میانبرگ احاطه شده‌اند.
به این ساختار برگ گیاهان C4 ساختار کرانژ (Kranz) یا غلاف آوندی می‌گویند. مسیر تثبیت Co2 در گیاهان C4 به این صورت است که در سلول‌های میانبرگ این گیاهان ابتدا فسفوانول پیروات (PEP) با Co2 ترکیب شده و تولید اسید آلی چهار کربنه مانند اسید اگزالواستیک، اسید مالیک، اسید اسپارتیک می‌کند که این واکنش تحت تأثیر آنزیم PEP کربوکسیلاز صورت می‌گیرد. سپس این اسید ۴ کربنه تولید شده از طریق پلاسمودسماتاها به سلول‌های غلاف آوندی منتقل می‌شود.

کم (CAM) به انگلیسی مخفف شدهٔ متابولیسم اسید کراسولایی است

در سلول‌های غلاف آوندی این اسید ۴ کربنه Co2 خود را آزاد می‌کند و این Co2 وارد چرخه کالوین می‌شود و فرایند تثبیت کربن دی‌اکسید و تولید قند را موجب می‌شود. چرخه تثبیت Co2 از این مرحله به بعد مانند گیاهان C3 است. اسید ۴ کربنه که یک مولکول Co2 خود را از دست داده به پیروات تبدیل می‌شود که پیروات تولید شده به سلول‌های مزوفیل برگشت داده می‌شود.
نوع دیگر تثبیت CO2 که CAM یا متابولیسم کراسولاسیون (Crassulation acid metabolism)، نامیده می‌شود به‌طور عمده در گیاهان آبدار که دارای برگ‌ها یا ساقه‌های گوشتی هستند (نظیر آناناس - آگاو - آلوئه‌ورا و کاکتوس) صورت می‌گیرد. چنین گیاهانی به شرایط خشک که کمی تعرق لازمه بقا است سازگار شده‌اند. این دست از گیاهان در مناطق گرم و خشک، بیابانی، کم‌آب و مناطق حاره‌ای امکان انجام فتوسنتز در روز را به دلیل تفات آب از طریق روزنه‌های خود ندارند بطوری که اگر روزنه‌های خود را در روز برای انجام فتوسنتز باز نگه دارند به دلیل تلفات شدید آب از روزنه‌ها به صورت تعرق امکان حیات را از دست می‌دهند.
بنابراین در این گیاهان برای تطابق با شرایط بحرانی (از نظر دما و رطوبت) تکاملی در خود ایجاد کرده‌اند که در شرایط بسته بودن روزنه‌ها در روز بتوانند فتوسنتز کرده و به حیات خود ادامه دهند.
مکانیسم تثبیت Co2 در گیاهان CAM شبیه گیاهان C4 است با این تفاوت که در گیاهان C4 محل فعالیت دو آنزیم PEP کربوکسیلاز و RUBP کربوکسیلاز متفاوت است ولی در گیاهان CAM زمان فعالیت این دو آنزیم فرق می‌کند.
گیاهان CAM در شب که دما و تعرق پائین است روزنه‌های خود را باز نموده و CO2 را به صورت اسید مالیک تثبیت کرده و در واکوئل‌های خود ذخیره می‌کنند.
سپس در روز اسید مالیک ذخیره شده را به هیدرات‌های کربن تبدیل می‌کنند (مانند گیاهان C4). به این ترتیب گیاهان CAM با انجام تعرق بسیار کم، فتوسنتز می‌کنند و به اینصورت به حیات خود ادامه می‌دهند.
اپیدرم گیاهان CAM از چند لایه تشکیل شده است و کوتیکول ضخیم دارند. سطح برگ آن‌ها پوشیده از کرک است. در بعضی از گونه‌ها کرکها کاملاً تحلیل رفته و به صورت خار درآمده است.

نمونه‌ای از مراحل بیوشیمی کم (CAM)

این گیاهان دارای برگ‌ها و ساقه گوشتی با واکوئلهای پر از آب هستند. گیاهان CAM مانند گیاهان کربن دی‌اکسید، C4 را به صورت اسیدهای چهارکربنه (توسط آنزیم PEPC) تثبیت می‌کنند و یکی ار تفاوت‌های آن با گیاهان C4 اینست که این عمل در شب که روزنه‌ها باز هستند انجام می‌شود. انرژی لازم برای این عمل از گلیکولیز تأمین می‌شود. در گیاهان CAM در طول روز مقدار هیدراتهای کربن ذخیره‌ای در برگ افزایش می‌یابد و در شب برعکس کاهش می‌یابد. تغییرات شبانه‌روزی در مقدار اسید آلی موجود در برگ گیاهان CAM بعلت تولید اسید مالیک در شب و تجزیه شدن آن در طول روز است. از جمله گیاهانی که دارای سیکل CAM هستند می‌توان به انواع کاکتوس‌ها، آناناس، آگاو و غیره اشاره کرد.
در شرایط رطوبت کم، روزنه‌ها در شب باز شده و CO2 جذب می‌کنند و در روز بسته می‌شوند؛ لذا شدت تعرق گیاه خیلی کم می‌شود. گونه‌های دارای چرخهٔ CAM مانند گونه‌های C4، CO2 را به‌صورت اسیدهای چهارکربنه با PEP کربوکسیلاز تثبیت می‌کنند و تفاوت آن‌ها با گیاهان C4 در این است که این عمل در شب هنگامی‌که روزنه‌ها باز هستند درون واکوئل‌ها انجام می‌گیرد. انرژی لازم برای این عمل را گلیکولیز تأمین می‌نماید. در روز تشعشع خورشید سبب بسته شدن شکاف روزنه‌های برگ‌ها می‌شود، لیکن این انرژی نوری جهت ادامه چرخهٔ کالوین در کلروپلاست به‌کار می‌رود و CO2 از اسید چهارکربنه آزاد می‌گردد، نظیر آنچه که در سلول‌های غلاف آوندی در گونه‌های C4 صورت می‌پذیرد. کلروپلاست گونه‌های CAM شباهت زیادی به کلروپلاست گونه‌های C3 دارد. فعالیت روزنه‌ها و عمل کربوکسیلاسیون گونه‌های CAM در شرایط مرطوب و مساعد ممکن است به‌صورت گونه‌های C3 تغییر پیدا می‌کند.
اغلب گیاهان کم مانند آگاوه، آناناس، آلوئه‌ورا و… تک لپه هستند. بعضی از گیاهان کم همانند کاکتوس دولپه هستند.